# What's Twice?
What's Twice? là đĩa đơn mở rộng tổng hợp đầu tiên của nhóm nhạc nữ Hàn Quốc Twice. Album chỉ được phát hành tại Nhật Bản vào ngày 24 tháng 2 năm 2017 bởi Warner Music Japan và gồm có 3 bài hát tiếng Hàn từ các đĩa đơn mở rộng trước đó của nhóm: The Story Begins (2015), Page Two (2016) và Twicecoaster: Lane 1 (2016).
Sự ra mắt của What's Twice? như công cụ nhằm quảng bá cho việc ra mắt tại Nhật của Twice đã được nhóm thông báo vào ngày 24 tháng 2 năm 2017. Album tiếng Nhật đầu tiên của nhóm #Twice, phát hành vào ngày 28 tháng 6 năm 2017 là tuyển tập các bài hát tại Hàn ra mắt trước đó nhưng với phiên bản tiếng Nhật. #Twice  ngay khi ra mắt đã đạt thứ hạng số 2 trên Oricon Albums Chart và nhận được chứng nhận Bạch Kim từ Hiệp hội Công nghiệp Ghi âm Nhật Bản (RIAJ) khi bán được hơn 250,000 bản.

## Danh sách bài hát
| What's Twice?    | What's Twice?    | What's Twice?                 | What's Twice?                                                           | What's Twice?          | What's Twice? |
| STT              | Nhan đề          | Phổ lời                       | Phổ nhạc                                                                | Biên soạn              | Thời lượng    |
| ---------------- | ---------------- | ----------------------------- | ----------------------------------------------------------------------- | ---------------------- | ------------- |
| 1.               | "Like Ooh-Ahh"   | Black Eyed Pilseung Sam Lewis | Black Eyed Pilseung Lewis                                               | Rado                   | 3:35          |
| 2.               | "Cheer Up"       | Sam Lewis                     | Black Eyed Pilseung                                                     | Rado                   | 3:28          |
| 3.               | "Touchdown"      | Mafly                         | Krissie Karlsson Karl Karlsson Nicki Karlsson EJ Show (Zoobeater Sound) | The Karlsson's EJ Show | 3:22          |
| 4.               | "TT"             | Sam Lewis                     | Black Eyed Pilseung                                                     | Rado                   | 3:32          |
| Tổng thời lượng: | Tổng thời lượng: | Tổng thời lượng:              | Tổng thời lượng:                                                        | Tổng thời lượng:       | 19:57         |

## Bảng xếp hạng
| Bảng xếp hạng (2017)         | Thứ hạng cao nhất |
| Japan Hot Albums (Billboard) | 16                |